# Федорчук Павло Степанович
Павло Степанович Федорчук (16 лютого 1914, Івниця — 24 лютого 1979, Москва) — український радянський військовик, Герой Радянського Союзу (1940), у роки радянсько-фінської війни командир взводу окремого саперного батальйону 62-ї стрілецької дивізії 13-ї армії Північно-Західного фронту, лейтенант.

## Біографія
Народився 16 лютого 1914 року в селі Івниця Андрушівського району Житомирської області. Українець. У 1936 році призваний в ряди Червоної Армії. У 1939 році закінчив курси молодших лейтенантів. Учасник радянсько-фінської війни 1939—1940 років. Член ВКП(б)/КПРС з 1940 року.
Указом Президії Верховної Ради СРСР від 7 квітня 1940 року за відвагу і мужність, проявлені в боях з білофінами лейтенанту Павлу Степановичу Федорчуку надане звання Героя Радянського Союзу з врученням ордена Леніна і медалі «Золота Зірка» (№ 361).
В 1941 році закінчив курси удосконалення комскладу інженерних військ. Напад нацистської Німеччини на СРСР застав П. С. Федорчука на будівництві зміцнень на Західному Бузі. Його рота вступила в бій з нацистами в першу ж годину війни. У Сталінградській битві П. С. Федорчук брав участь вже на посаді заступника командира 14-го гвардійського мінно-саперного батальйону.
Пізніше Федорчук командував понтонно-мостовим батальйоном. Його сапери забезпечили переправу радянських військ на річках Сейм, Десна, Дніпро, Тетерів. У квітні 1945 року 85-й понтонно-мостовий батальйон під його командуванням наводив мости на Одері і Шпреї, на річковій системі каналів «Хавель» в районі Потсдама і Бранденбурга.

Погруддя Федорчука П. С. в Андрушівці

З 1946 року підполковник П. С. Федорчук — в запасі. Працював начальником Московського міського управління хлібопродуктів. Жив у Москві. Помер 24 лютого 1979 року. Похований в Москві на Кунцевському кладовищі.

## Нагороди
Нагороджений орденом Леніна, двома орденами Червоного Прапора, двома орденами Вітчизняної війни 1-го ступеня, двома орденами Червоної Зірки, медалями.

## Пам'ять
В Андрушівці на Алеї Слави встановлено погруддя Павла Федорчука.